# Andrea Zittel
Andrea Zittel (* 6. September 1965 in Escondido, Kalifornien) ist eine amerikanische Bildhauerin und Installationskünstlerin.

## Leben und Werk
Zittel studierte an der San Diego State University (1988 BFA). Ihr Studium schloss sie 1990 an der Rhode Island School of Design mit dem Master of Fine Arts ab. 1995 nahm sie am Berliner Künstlerprogramm des DAAD teil.
Zittel verwandelt ihre Werke, die aus Skulpturen und Installationen, aus Einrichtungsgegenständen und Kleidungsstücken bestehen, in eine bewohnbare, artifizielle Welt, in der sich die Grenzen zwischen Kunst und Leben verwischen und die ein eigenes soziales Umfeld entstehen lassen.
Angeregt durch modernes Design und Architektur und die Arbeiten der Bauhaus-Künstler wie Anni und Josef Albers, die österreichische Architektin Margarete Schütte-Lihotzky, die Amerikaner Richard Buckminster Fuller und die Möbel-Designer Charles und Ray Eames gestaltet sie mit spielerischem Witz aus diesen handgefertigten Objekten und Installationen Wohnmodelle („Living Units“) als autonome Lebensbiotope.
1994 bezog sie ein dreistöckiges Gebäude in Brooklyn, New York, das sie „A-Z East“ nannte und das ihr sechs Jahre für experimentelle Forschungen als Werkstatt und Projektraum diente. In ihm erforschte sie die Ess-, Schlaf-, Bekleidungs- und Waschgewohnheiten der temporären Bewohner. 1999 zog sie mit ihrem Projekt „A-Z West“ auf ein 10 Hektar großes Gelände in der kalifornischen Mojave-Wüste bei Joshua Tree, wo sie ihre „Experiments in Living“ weiterentwickelte.

## Ausstellungen (Auswahl)
- 1993: 45. Biennale Venedig

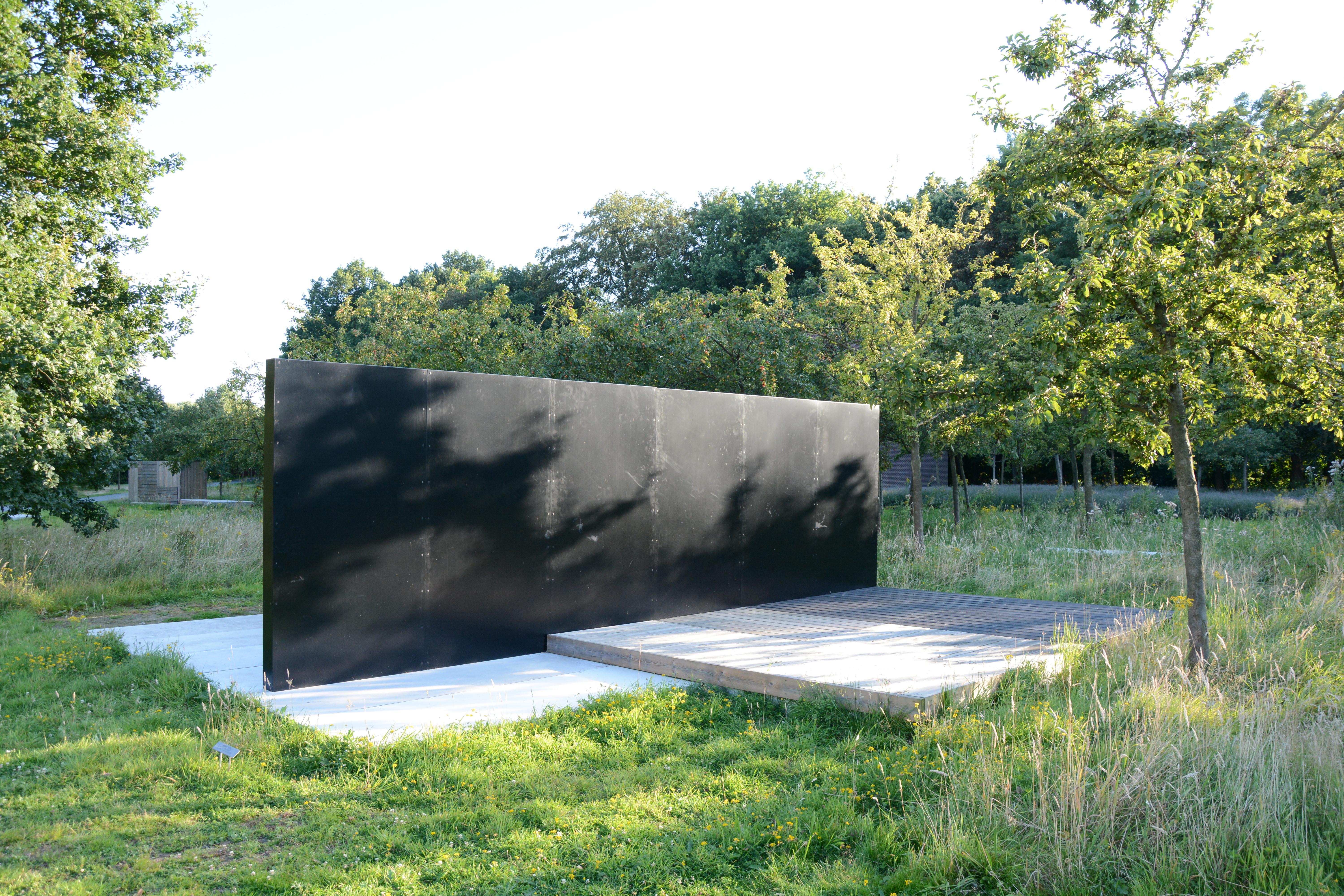
Installation Flat Field Works (Middelheim Variant #2) im Garten Hortiflora des Middelheimmuseums (2015)

- 1997: documenta X, Kassel; Skulptur.Projekte, Münster
- 1999: Andrea Zittel – Personal Projects. Deichtorhallen Hamburg
- 2003: Andrea Zittel, Sammlung Goetz, München
- 2005–2007: Andrea Zittel: Critical Space, Contemporary Arts Museum Houston in Houston, Texas; New Museum of Contemporary Art in New York, Albright-Knox Art Gallery in Buffalo, Geffen Contemporary im MOCA in Los Angeles und in der Vancouver Art Gallery, British Columbia.[2]
- 2006: Retrospektive Andrea Zittel, New Museum of Contemporary Art, New York City.
- 2006: Andrea Zittel: Small Liberties, Whitney Museum of American Art in Altria, New York City.
- 2009: Interieur/Exterieur: Wohnen in der Kunst, Kunstmuseum Wolfsburg
- 2015: Andrea Zittel: The Flat Field Works, Middelheimmuseum (Hortiflora und Braempavillon), Antwerpen[3]
- 2022: Andrea Zittel – Personal Patterns. Haus Esters, Krefeld[4]

## Auszeichnungen
- 2005: Lucelia Artist Award des Smithsonian American Art Museum
- 2007: AICA Award Best Architecture or Design Show
- 2012: Friedrich-Kiesler-Preis